# Менезе
Менезе (нім. Möhnesee) — сільська громада в Німеччині, знаходиться в землі Північний Рейн-Вестфалія. Підпорядковується адміністративному округу Арнсберг. Входить до складу району Зост.
Площа — 123,38 км². Населення становить 11 698 ос. (станом на 31 грудня 2020).

## Географія

### Сусідні міста та громади
Менезе межує з 5 містами / громадами:
- Арнсберг
- Бад-Зассендорф
- Ензе
- Зост
- Варштайн

## Галерея

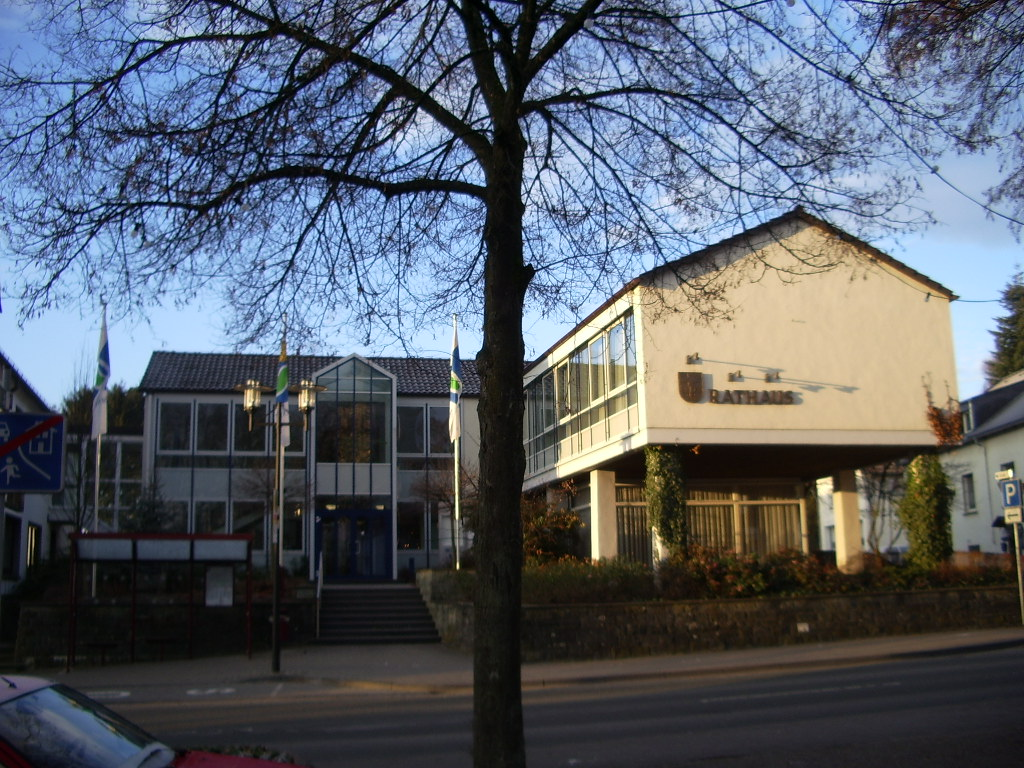
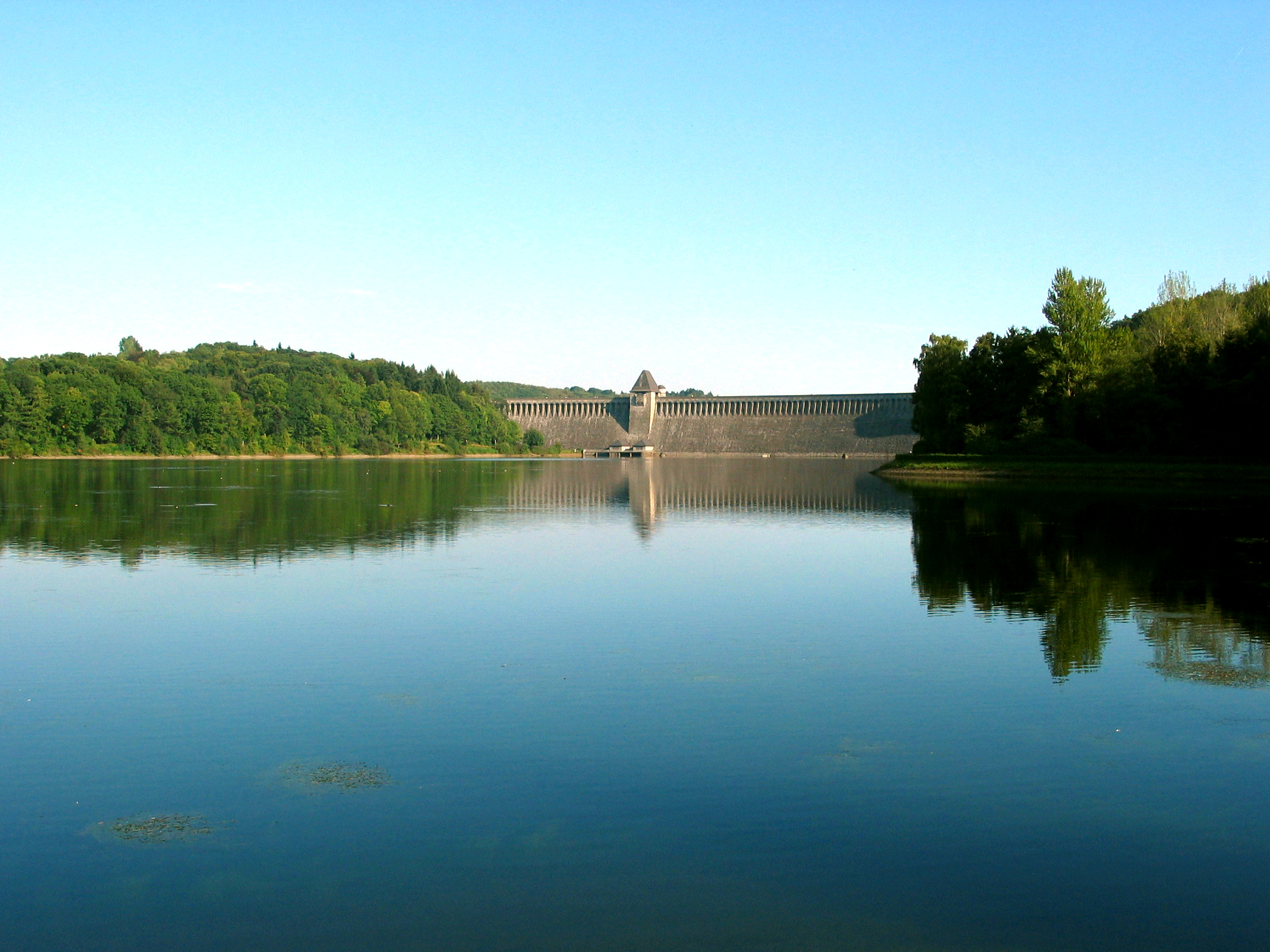
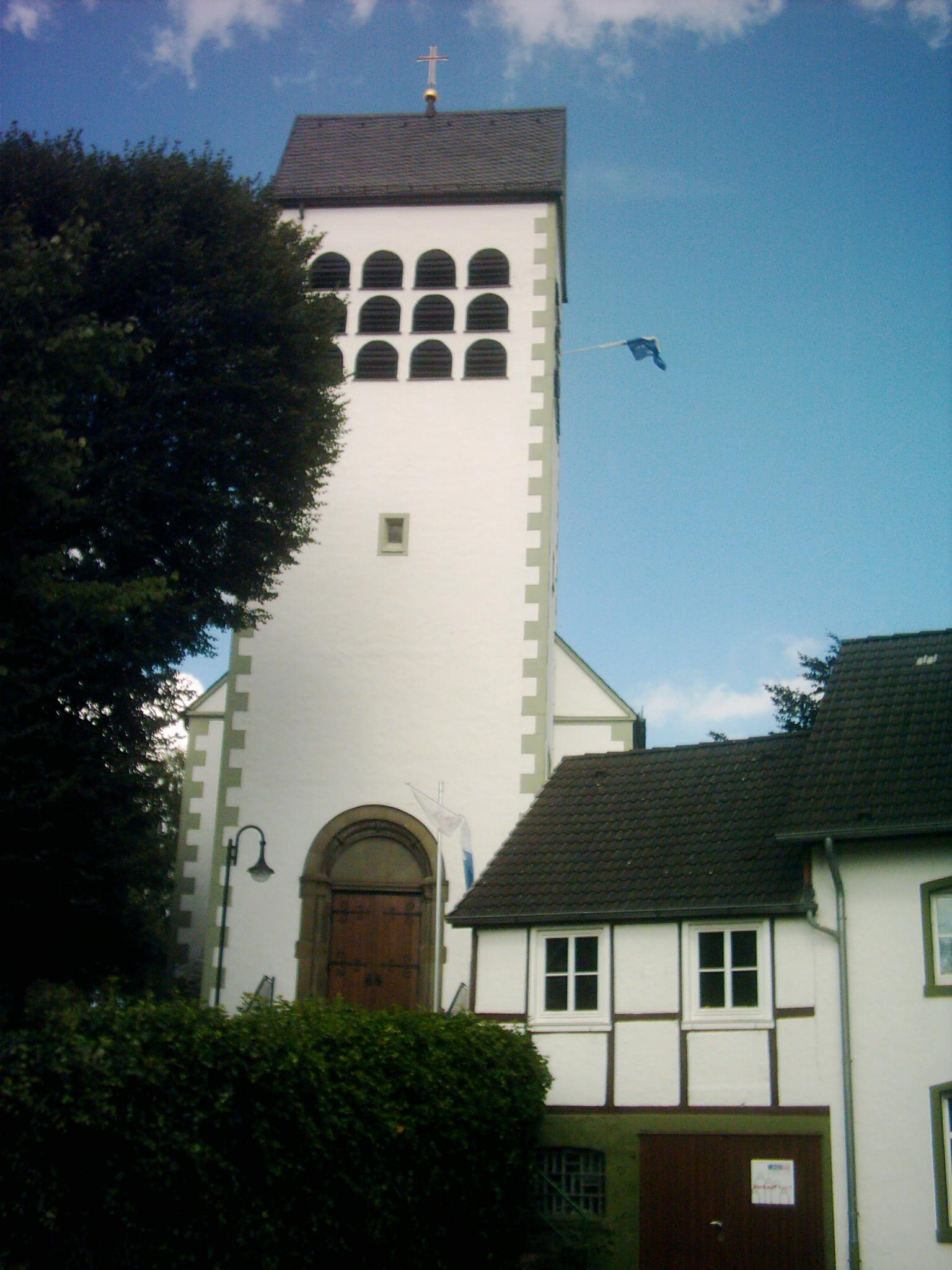
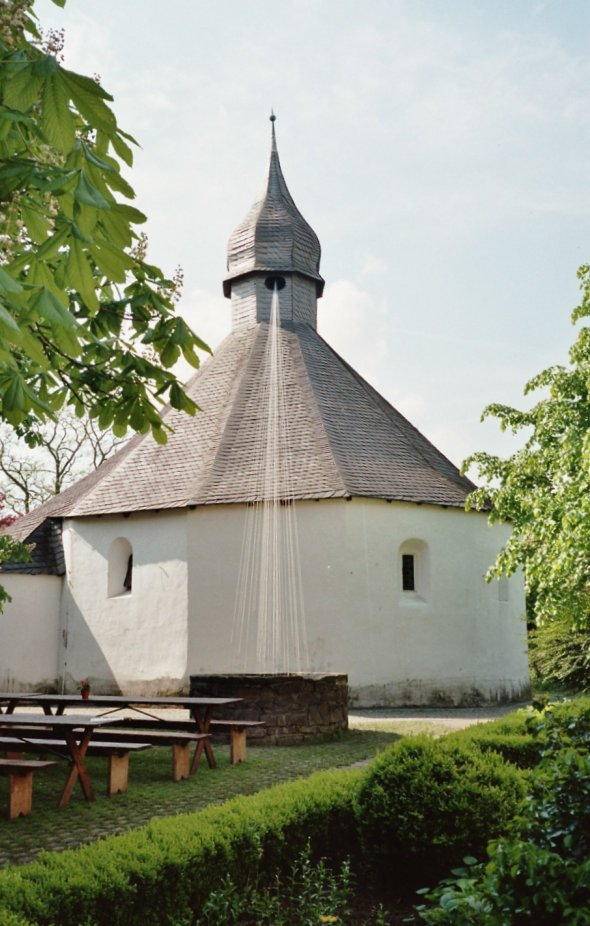
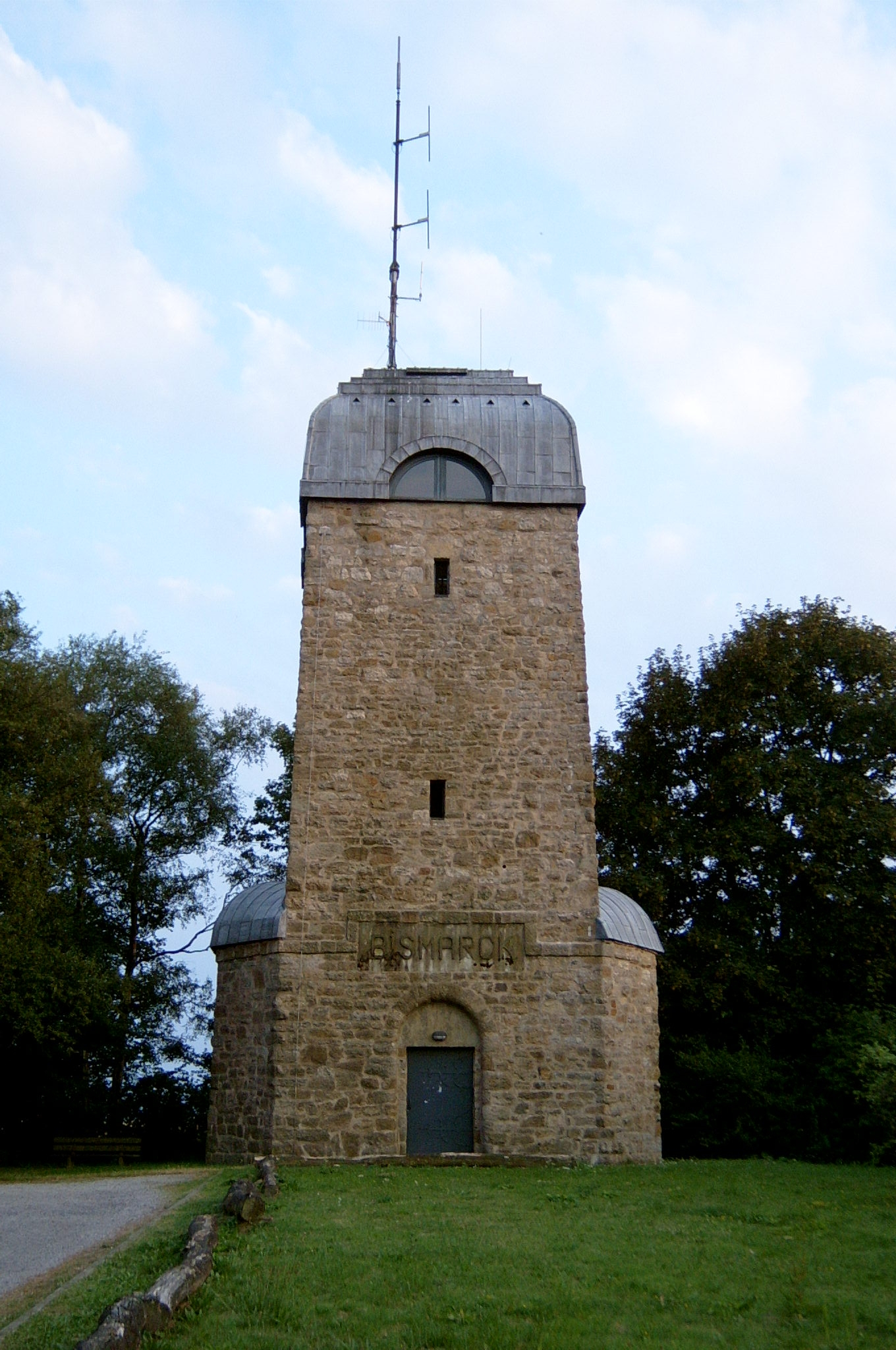
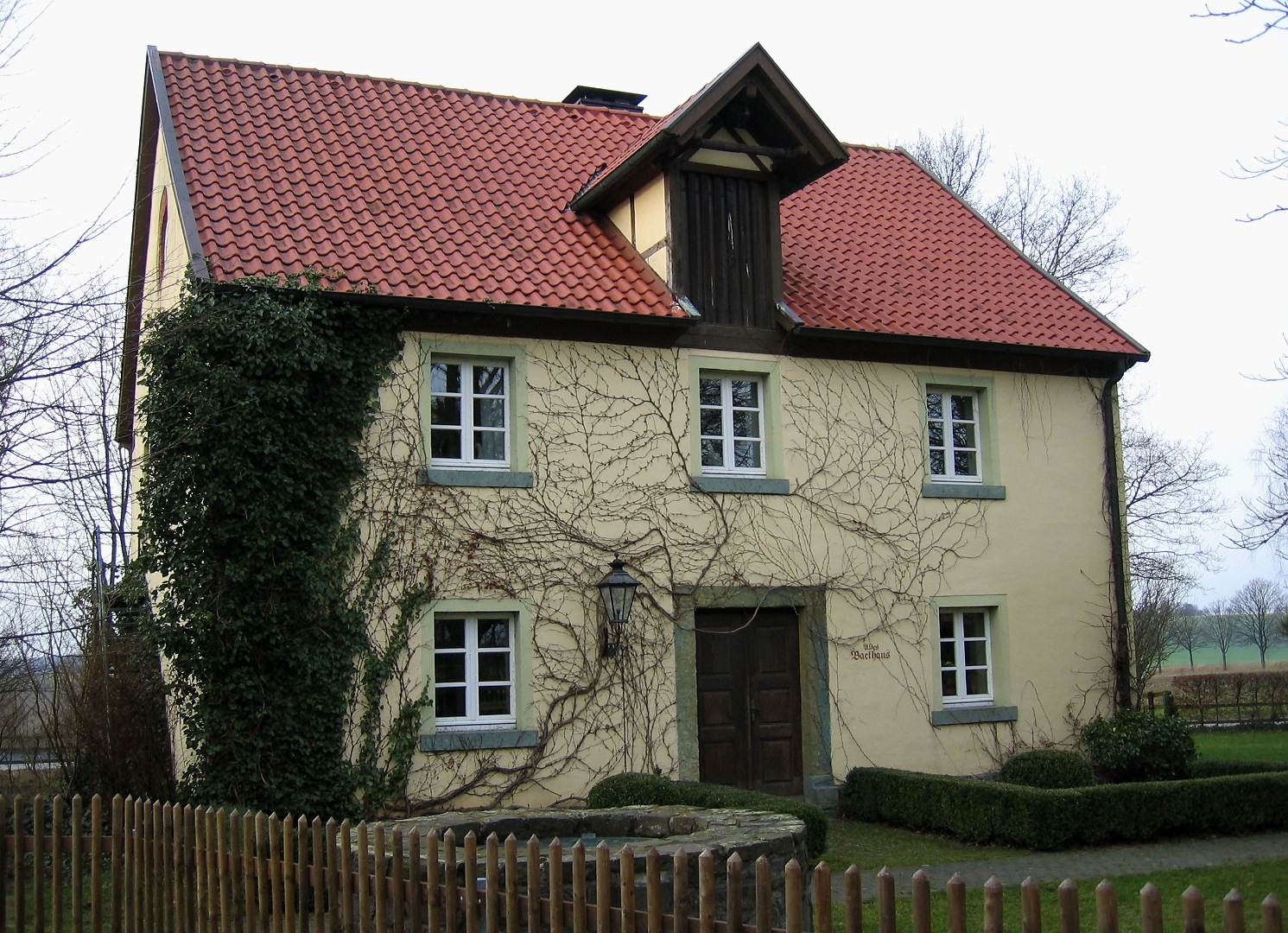

### Адміністративний поділ
Громада  складається з 18 районів:
- Берлінгзен
- Бюкке
- Брюллінгзен
- Брюнінгзен
- Делекке
- Ехтроп
- Еллінгзен
- Гюнне
- Гевінгзен
- Кербекке
- Нойгаус
- Штоккум
- Зюдуфер
- Тайнінгзен
- Феллінггаузен
- Вамель
- Вестріх
- Віппрінгзен